# SETI@home
 SETI@home ("SETI at home", "SETI en casa" en inglés) fue un proyecto de computación distribuida que funciona en la plataforma informática Berkeley Open Infrastructure for Network Computing (BOINC), desarrollado por el Space Sciences Laboratory, en la Universidad de California en Berkeley (Estados Unidos). SETI es un acrónimo en inglés para Search for extraterrestrial intelligence (Búsqueda de inteligencia extraterrestre). Su propósito era analizar señales de radio buscando señales de inteligencia extraterrestre y era una de las muchas actividades llevadas a cabo como parte de SETI.
SETI@home fue lanzado al público el 17 de mayo de 1999 haciéndolo el segundo proyecto de uso a gran escala de la computación distribuida a través de Internet para propósitos investigativos, como Distributed.net que fue lanzado en 1997. Junto con MilkyWay@home y Einstein@home, SETI@home era el tercer proyecto informático más importante de este tipo que investiga los fenómenos del espacio interestelar como su meta principal.
El 31 de marzo de 2020, el proyecto dejó de enviar nuevos trabajos a los usuarios de SETI@home, lo que llevó este esfuerzo particular de SETI a una pausa indefinida. El equipo de SETI ha declarado que estarán disponibles nuevas formas para que el público contribuya a SETI.

## Historia
El proyecto fue concebido gracias a Frank Drake, el cual creó una fórmula (llamada Fórmula de Drake), para determinar el número de civilizaciones tecnológicas que podían existir en nuestra galaxia. En 1974, Frank Drake y Carl Sagan emitieron desde el radiotelescopio de Arecibo, un mensaje de 2 min en dirección al cúmulo de estrellas M13, un conjunto de unas 500.000 estrellas muy viejas. Este mensaje no fue más que un acto simbólico, pues M13 está situado a 25.000 años luz, por lo que no esperamos respuesta hasta dentro de 50.000 años, pero al enviar un mensaje con una potencia de varios miles de millones de vatios, se abría el camino de los mensajes interestelares.

## El proceso de búsqueda
Una antena parabólica de radiotelescopio, situada en Arecibo (Puerto Rico), capta señales de radio en la frecuencia del hidrógeno, que es el elemento más abundante del universo, particularmente la del hidrógeno neutro (la de 21 cm). Esta frecuencia (que cae en el rango de radio) atraviesa sin problemas nubes de gas, de polvo, atmósferas y galaxias, por lo que encontrar un patrón regular en esta frecuencia sería un síntoma claro de que alguien está enviando información intencionadamente.
Estas señales procedentes del espacio son procesadas en la Universidad de Berkeley y distribuidos a continuación en pequeños paquetes de 2 min de grabación a colaboradores voluntarios de todo el mundo que emplean sus computadoras personales para analizar las señales en cuestión a fin de determinar si en alguna de ellas se encuentra una secuencia que pueda ser el producto de un ser inteligente.
En realidad cada paquete consta de 107,4 s originales, más un solape de unos 15 s de la unidad anterior, para evitar que no se encuentre una señal por quedar cortada entre dos tramos, así la señal de existir queda registrada en una unidad o en la siguiente.
Son 15 s de solape y no otros, debido a que esa es la mayor distancia del rango de frecuencias a la que analiza). Los usuarios de "casa" deben utilizar un programa gratis y voluntario, que se descarga a través de internet exclusivamente de la página de la Universidad de Berkeley, y que tiene 2 versiones:
- Por un lado una versión consiste en un salvapantallas que analiza las señales en los tiempos que el procesador no utiliza recursos.
- Y por otro lado otra versión mucho más rápida y nada vistosa que el usuario ejecuta cuando lo desea. Esta versión fue concebida para usuarios que deciden implicarse más a fondo en ese proyecto.

Además cuentan con un sinfín de programas adicionales que otros usuarios han ido desarrollando para mantenerlos informados sobre el proceso de análisis de las señales. Tras terminar de analizar los paquetes (conocidos por WUs entre sus usuarios, acrónimo de Work Units), el usuario lo devuelve a la Universidad de Berkeley, donde estudian los resultados del análisis y catalogan de acuerdo a la importancia que pueda tener.

## Resultados
Si bien el proyecto no ha detectado ninguna señal de ETI (véase inteligencia extraterrestre), ha identificado varios objetivos candidatos (posiciones celestes), donde el pico de intensidad no es fácil de explicar como puntos de ruido, para su posterior análisis.
La señal candidata más importante hasta la fecha se anunció el 1 de septiembre de 2004, llamada fuente de radio SHGb02+14a.
El astrónomo Seth Shostak ha declarado en 2004 que espera para obtener una señal concluyente y prueba de contacto alienígena entre 2020 y 2025, basado en la ecuación de Drake. Esto implica que un esfuerzo prolongado puede beneficiar a SETI@home, a pesar de sus actuales quince años de ejecución sin éxito en la detección de ETI.
Si bien el proyecto no ha alcanzado el objetivo de encontrar inteligencia extraterrestre, ha demostrado a la comunidad científica que proyectos de computación distribuida que utiliza ordenadores conectados a Internet puede tener éxito como una herramienta de análisis de viabilidad, e incluso ganarle a los más grandes superordenadores. Sin embargo, no se ha demostrado que el proyecto se haya beneficiado científicamente por el orden de magnitud en la cantidad de equipos que se utilizan, muchos fuera de casa (la intención original era usar 50 000-100 000 ordenadores domésticos).

## Objetivo
Lo que en última instancia se busca son patrones que no obedezcan a la aleatoriedad, como por ejemplo encontrar:
- señales cuya potencia se aleje de la media,
- tripletas de señales equidistantes,
- señales que podrían ser de larga duración y que debido al movimiento del radiotelescopio queden reflejadas como una curva gausiana.

La señal es analizada bajo todo un rango de frecuencias a base de acelerarla o disminuirla con funciones Doppler. De encontrarse señales candidatas, estas luego deben ceñirse a otros análisis más rigurosos, para descartar procedencias conocidas como por ejemplo interferencias de satélites. Aún después de esto, si alguna señal prevalece, debe confirmarse a través de la observación desde otros radiotelescopios.
El radiotelescopio es el segundo mayor del mundo (superado actualmente tras la construcción del RATAN-600 Archivado el 27 de mayo de 2018 en Wayback Machine. (Rusia)) con sus 305 m de diámetro, esto le permite recoger señales más débiles que otros radiotelescopios más pequeños. Sólo registra el hemisferio norte celeste debido a la orientación y situación propia del radiotelescopio. Las señales son enviadas a la Universidad de Berkeley, donde se empaquetan y se distribuyen entre los usuarios. Se trata de una técnica de computación distribuida, de manera que se junta la potencia de muchas máquinas a lo largo de todo el planeta para analizar agilizando el proceso. Hay alrededor de 4 millones de usuarios con el programa SETI instalado en sus computadores.

## Tecnología
Cualquier persona con un ordenador conectado a Internet puede participar activamente en SETI@home ejecutando un programa gratuito que descarga y analiza datos de radiotelescopios.
Los datos de observación se guardan en cintas de 36 Gigabyte en el radiotelescopio de Arecibo en Puerto Rico, cada una con 15,5 horas de observaciones, las que luego son enviadas por correo a la Berkeley. Arecibo no tenía una conexión a Internet de gran ancho de banda, por lo que los datos debían ir por correo postal a Berkeley en un primer momento. Una vez allí, se dividen en unidades de trabajo de 107 segundos tanto en el dominio del tiempo como en el de la frecuencia, que se solapan en el tiempo pero no en frecuencia. Estas unidades de trabajo son después enviadas desde el servidor de SETI@home a través de Internet a los ordenadores personales en todo el mundo para analizar.
El software de análisis actual puede buscar señales de cerca de un décimo de la potencia del umbral de búsquedas anteriores, ya que hace uso de un algoritmo computacionalmente intensivo llamado integración coherente.
Los datos se combinan en una base de datos usando computadoras SETI@home en Berkeley. Se elimina la interferencia, y varios algoritmos de detección de patrones se aplican a la búsqueda de las señales más interesantes.

### Software

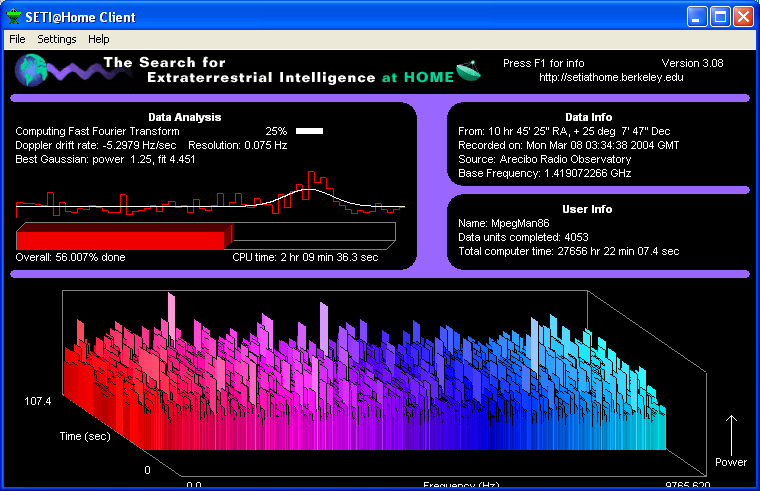
cliente clásico de SETI@home (versión 3.08).

El software de computación distribuida SETI@home se ejecutaba tanto como protector de pantalla o de manera continua, mientras que un usuario trabaja, haciendo uso de la capacidad del procesador que de otra manera no se empleen.
La plataforma de software inicial, que ahora se conoce como "Classic SETI@home", funcionó entre el 17 de mayo de 1999 hasta el 15 de diciembre de 2005. Este programa sólo era capaz de ejecutar SETI@home, y fue reemplazado por BOINC (Infraestructura Abierta de Berkeley para Computación en Red), que también permite a los usuarios contribuir en otros proyectos de computación distribuida y al mismo tiempo ejecutar SETI@home. La plataforma BOINC permitirá también hacer pruebas de otros tipos de señales.
La supresión de la plataforma de SETI@home Classic hizo que los equipos Macintosh con versiones previas al sistema Mac OS X no fueran aptos para participar en el proyecto.
El 3 de mayo de 2006 comenzó la distribución de unidades de trabajo para una nueva versión de SETI@home llamada "SETI@home mejorada". Dado que los ordenadores tienen ahora el poder de cómputo para un trabajo más intenso que cuando el proyecto comenzó, esta nueva versión es dos veces más sensible con respecto a las señales de Gauss y de algunos tipos de señales en impulsos que el software SETI@home (BOINC) original. Esta nueva aplicación ha sido optimizada para el punto en que se ejecutará más rápido en algunas workunits que las versiones anteriores. Sin embargo, algunos workunits (los mejores workunits, científicamente hablando) necesitarán mucho más tiempo.
Además, algunas distribuciones de las aplicaciones de SETI@home han sido optimizados para un determinado tipo de CPU. Estos se conocen como "ejecutables optimizados" y se ha encontrado que corren más rápido en sistemas con esa CPU específica. A partir de 2007, la mayoría de estas aplicaciones están optimizadas para los procesadores Intel (y sus correspondientes conjuntos de instrucciones).
Los resultados del procesamiento de datos normalmente se transmiten automáticamente cuando el equipo está conectado a Internet, aunque también puede ser programado para conectarse a Internet cuando sea necesario.

## Estadísticas
Con más de 5,2 millones de participantes en todo el mundo, es el proyecto de computación distribuida con la mayor cantidad de participantes hasta la fecha. La intención original de SETI@home fue utilizar entre 50.000 y 100.000 ordenadores domésticos. Desde su lanzamiento el 17 de mayo de 1999, el proyecto ha registrado más de dos millones de años de tiempo de cálculo agregado. El 26 de septiembre de 2001, SETI@home había realizado un total de 1021 operaciones de coma flotante. Es reconocida por el Guinness World Records como el más grande proceso de computación en la historia. Con más de 278.832 ordenadores activos en el sistema (2,4 millones en total) en 234 países, al 14 de noviembre de 2009, SETI@home tenía la capacidad para calcular más de 769 teraFLOPS. Para una comparación, el Tianhe-2, que a junio de 2013 era el superordenador más rápido del mundo, alcanza 33,86 petaFLOPS.

## Proyecto futuro

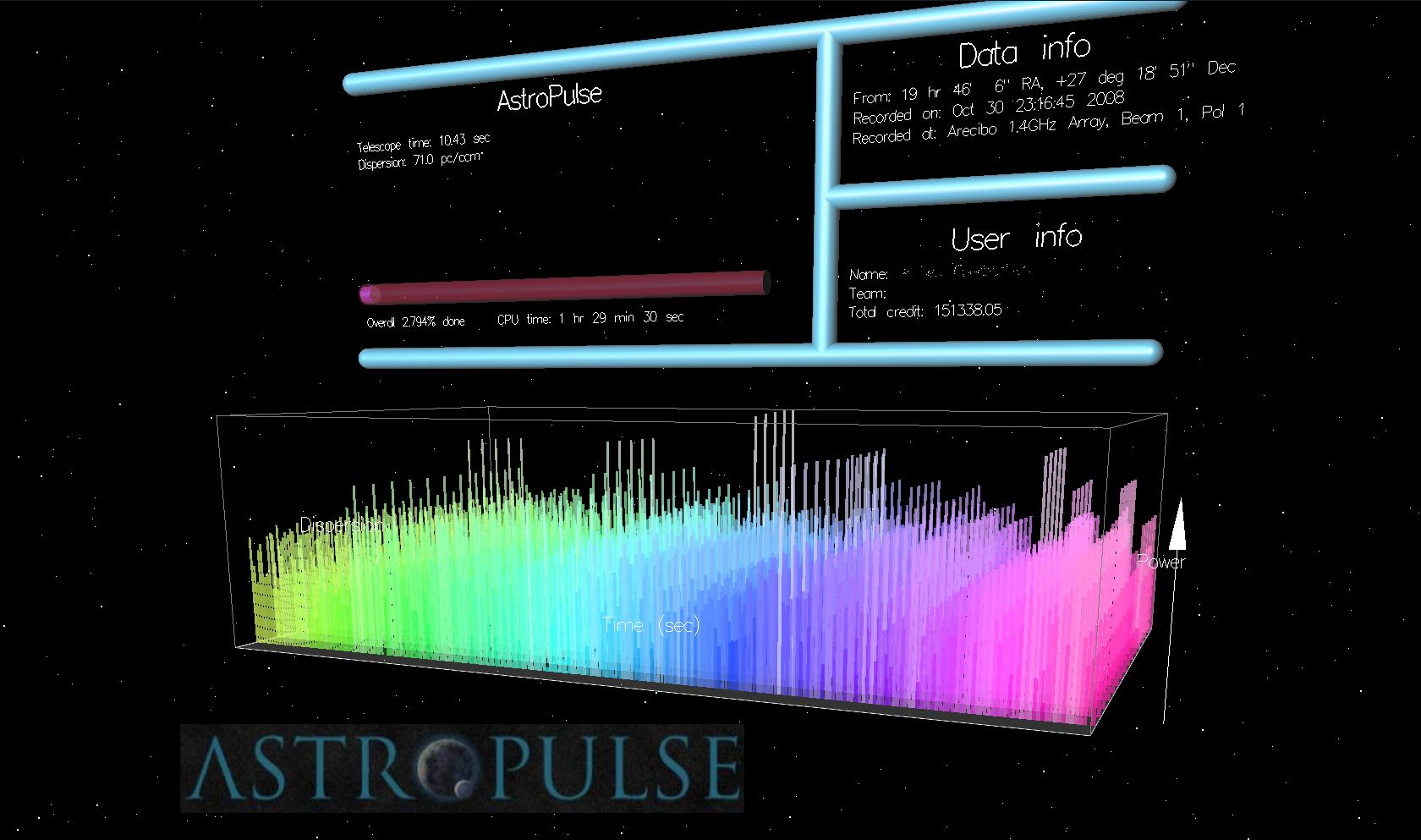
Captura de pantalla de Astropulse de SETI@home

Había planes para obtener datos del Observatorio Parkes en Australia para analizar el hemisferio sur. Sin embargo, al 3 de junio de 2018, estos planes no se mencionaron en el sitio web del proyecto. Otros planes incluyen un registrador de datos multihaz, un verificador de persistencia de tiempo cercano y Astropulse (una aplicación que utiliza la desdispersión coherente para buscar señales pulsadas). Astropulse se asoció con el SETI@home original para detectar otras fuentes, como púlsares que giran rápidamente, agujeros negros primordiales en explosión o fenómenos astrofísicos aún desconocidos. La prueba beta de la versión final de lanzamiento público de Astropulse se completó en julio de 2008, y la distribución de unidades de trabajo a máquinas de especificaciones más altas capaces de procesar las unidades de trabajo más intensivas en CPU comenzó a mediados de julio de 2008.

## Fin del proyecto por el momento
La Universidad de California en Berkeley anunció que dejaría de enviar nuevos datos para que los clientes de SETI@Home los procesen después del 31 de marzo de 2020, poniendo fin al esfuerzo por el momento. El programa indicó que estaban en un punto de "rendimientos decrecientes" con el procesamiento distribuido y necesitaban poner el esfuerzo en hibernación mientras procesaban los resultados.